# Luis Miguel Enciso Recio
Luis Miguel Enciso Recio (Valladolid, 8 de abril de 1930-Madrid, 28 de octubre de 2018) fue un historiador y político español.

## Biografía
Descendiente de una conocida familia vallisoletana, vinculada a la docencia a través de un colegio de bachillerato fundado por su abuelo, del que el propio Luis Miguel fue profesor y director. Estudió el bachillerato en el Colegio del Salvador de Valladolid. licenciado en Filosofía y Letras (sección de Historia) y doctor en Historia en 1955 con premio extraordinario por la Universidad de Valladolid, con su tesis sobre "Nipho y el periodismo español del siglo XVIII" realizada gracias a una beca del Consejo Superior de Investigaciones Científicas (1952-1953). Siguió unos cursos de Derecho y amplió estudios en Francia, Italia y Estados Unidos. Ocupó numerosos cargos públicos dentro de la Universidad, la Administración y la vida pública española. 
Discípulo de Vicente Palacio Atard, catedrático de Historia Contemporánea. Entre 1960 y 1965 fue profesor de la Universidad de Navarra. En 1965 al ganar la cátedra de Historia Moderna y Contemporánea en la Universidad de Valladolid, se trasladó a la ciudad castellana donde permaneció hasta 1980. Ese año se instaló en Madrid para ocupar la cátedra de Historia Moderna de la Universidad Complutense, donde impartió clase hasta 2001, fecha de su jubilación.
Fue académico numerario de la Real Academia de la Historia de España, para la que fue elegido (medalla 10) el 18 de junio de 1999, tomando posesión el 17 de marzo de 2002.
Estaba casado con Maite Alonso-Muñumer, perteneciente a una conocida familia vallisoletana y muy hábil en la improvisación poética.

## Actividad académica[5]
- Profesor adjunto (1955)
- Director de Estudios de la Facultad de Filosofía y Letras de la Universidad de Navarra (1960)
- Catedrático de Historia Universal Moderna y Contemporánea en la Universidad de Valladolid (1965-79).
- Fundador y Director de la Cátedra Felipe II de la Universidad de Valladolid (1968-1995)
- Decano de la Facultad de Filosofía y Letras de la Universidad de Valladolid (1968-71)
- Vicerrector de esta Universidad y director del Departamento de Historia Moderna (1971-75)
- Catedrático de Historia Moderna de la Universidad Complutense de Madrid (desde 1979)
- Director del Departamento de Historia Moderna de la Facultad de Geografía e Historia de la Universidad Complutense y de la de Valladolid.
- Ha dirigido 20 tesis doctorales y más de 50 tesis de licenciatura y ha sido inspirador de numerosos equipos de trabajo.
- Forma parte del Consejo de Dirección de diversas revistas, del Comité directivo de la Sociedad de Estudios del siglo XVIII y de otras entidades científicas.

## Actividad política y parlamentaria
- Presidente del Partido Demócrata Liberal de Castilla y León (1977).[6]
- Senador electo por Valladolid con fecha 15 de junio de 1977 en la Legislatura constituyente por Unión de Centro Democrático (UCD). Cesa el 2 de enero de 1979.
- Vicepresidente primero de la Comisión de Asuntos Exteriores (17/11/1977 al 02/01/1979).
- Vocal de las comisiones de Educación y Cultura y en la especial de Política científica.
- Senador electo por Valladolid con fecha 1 de marzo de 1979 en la primera Legislatura por UCD. Cesa el 17 de noviembre de 1982.
- Miembro titular de la Diputación permanente del Senado (30/05/1979 al 17/11/1982)
- Presidente y portavoz del grupo parlamentario de Unión de Centro Democrático (UCD) (21/12/1981 al 31/08./1982).
- Presidente de la Comisión de Asuntos Exteriores (30/05/1979 al 22/04/1982).
- Vocal de las comisiones de Constitución, Justicia e Interior, y en la de Reglamento.
- Vocal de las comisiones especiales sobre enseñanza universitaria española, y en la de investigación científica española.
- Vicepresidente del Partido Demócrata y Liberal presidido por Antonio Garrigues Walker (1983).

## Cargos

### Cargos en la administración española
- Asesor del Ministro de Asuntos Exteriores. Miembro del Consejo Superior de Asuntos Exteriores.
- Presidente de la Sociedad V Centenario del Tratado de Tordesillas, dependiente de la Junta de Castilla y León (1992-1994).
- Comisario General de España en la Exposición Universal de Lisboa de 1998 y Presidente de la Sociedad Estatal Lisboa'98 (1996-1998).
- Presidente de la Sociedad Estatal «España Nuevo Milenio» (1999-2002).

### Otros cargos
- Director de la Casa Museo de Colón de Valladolid (1966-69)
- Presidente del Ateneo de Valladolid.
- Patrono del Museo Nacional de Escultura de Valladolid.
- Vicedirector de los Cursos de Verano de El Escorial (1989-1992).

## Obra literaria
Autor de varios libros y de numerosos artículos de su especialidad y colaboraciones en prensa: 
- "Nipho y el periodismo español del siglo XVIII" (1956).
- "La Gaceta de Madrid y el Mercurio Histórico y Político, 1755-1781" (1957).
- "Prensa económica española del siglo XVIII" (1963).
- "La opinión española y la emancipación iberoamericana, 1819-1820".

## Premios y reconocimientos
- Doctor honoris causa por la Universidad de Alcalá, Alcalá de Henares (2012)
- Encomienda con placa de la Orden de Alfonso X el Sabio
- Medalla al Mérito Constitucional
- Officier des Palmes Académiques
- Gran Cruz de la Orden del Mérito Civil